# Dorfkirche Bergsdorf

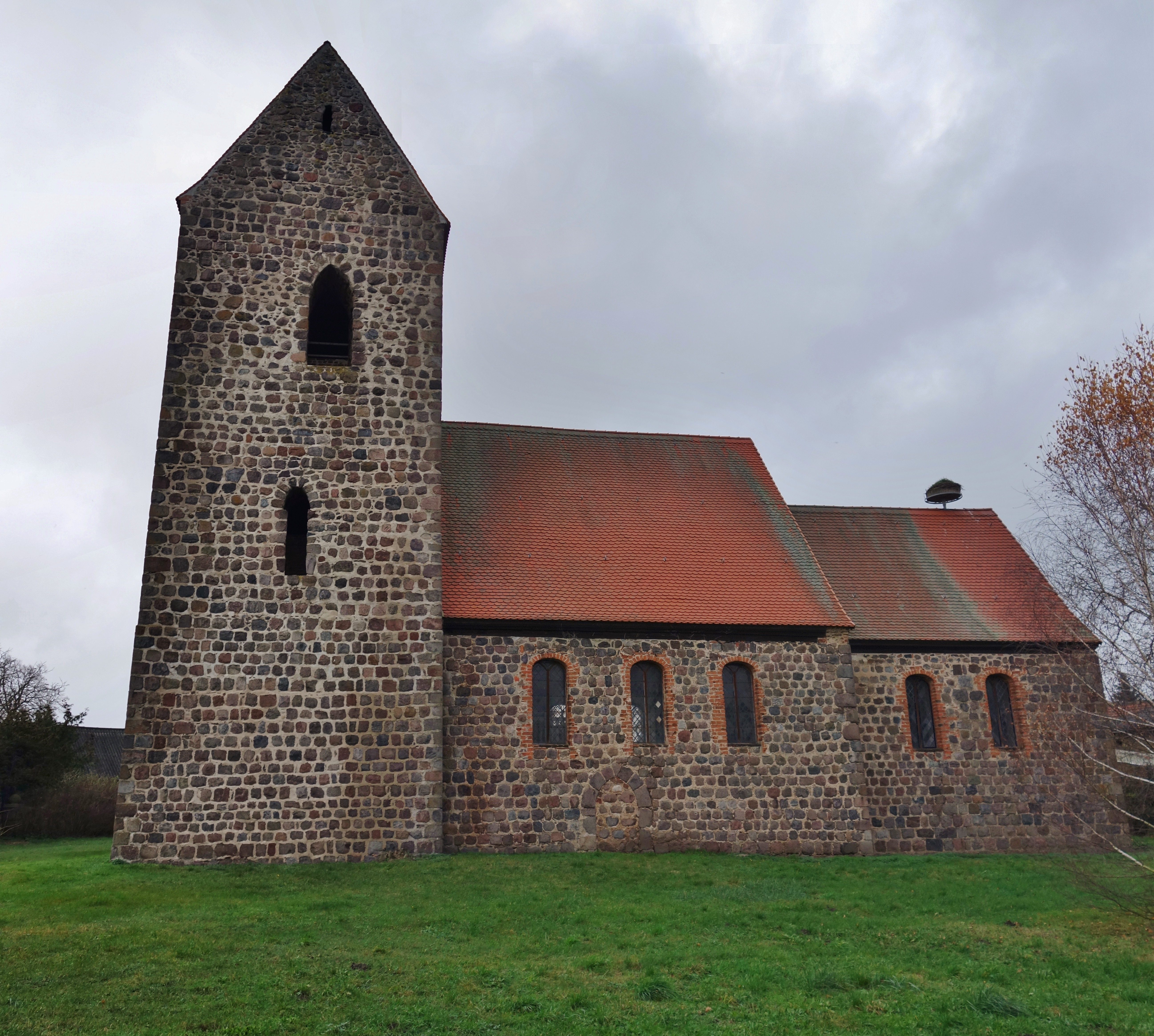
Südansicht

Die Dorfkirche Bergsdorf ist ein mittelalterliches Kirchengebäude im Ortsteil Bergsdorf der Stadt Zehdenick  im Landkreis Oberhavel  des deutschen Bundeslandes Brandenburg. Sie gehört zur Kirchengemeinde Zehdenick im Kirchenkreis Oberes Havelland der Evangelischen Kirche Berlin-Brandenburg-schlesische Oberlausitz.

## Architektur
Die in der zweiten Hälfte des 13. Jahrhunderts gebaute gotische Feldsteinkirche ist ein Saalbau mit Satteldach. Im Osten schließt ein eingezogener Rechteckchor das Gebäude ab. Der Querturm im Westen ist breiter als das Kirchenschiff. Am Fuß des Turmes befindet sich das gestufte Westportal. Bei Umbauarbeiten im 18. Jahrhundert wurden die Fenster korbbogenartig vergrößert. Ebenso wurde an der Nordwand des Chores eine Sakristei angebaut.

## Innengestaltung
Im Inneren befindet sich eine barocke Westempore und ein reich gestalteter Kanzelaltar aus dem frühen 18. Jahrhundert. Der Kanzelkorb wird von Säulen sowie Freifiguren von Moses und Petrus flankiert. Seitlich des kronenartigen Schalldeckels der Kanzel sind zwei Prunkvasen angeordnet, in der Mitte das Auge der Vorsehung. Die Orgel ist ein Werk von Carl Ludwig Gesell aus dem Jahr 1860 mit neun Registern auf einem Manual und Pedal, das 1897 aus der Dorfkirche Golzow hierher gebracht wurde.